# Generalsjömilitiekontoret
Generalsjömilitiekontoret var ett svenskt kollegialt ämbetsverk under perioden 1791-1794, vilket fungerade som överstyrelse för flottan i militärt och ekonomiskt hänseende.
Generalsjömilitiekontoret övertog Amiralitetskollegiums uppgifter och efterträddes av Storamiralsämbetena för örlogsflottan respektive arméns flotta. Verksamheten var lokaliserad till Sparreska palatset (hus nummer 11) på Riddarholmen i Stockholm.

## Chefer
- 1791-1792 Carl Olof Cronstedt, statssekreterare för Sjöärendena
- 1792-1794 Carl August Ehrensvärd